# 赵鸿涛
赵鸿涛（1967年11月—），河南舞阳人，汉族，无党派人士。中华人民共和国政治人物、第十三届全国人民代表大会河南省代表。

## 生平
2018年，赵鸿涛被选为河南省出席第十三届全国人民代表大会代表。